# Jim Haynes

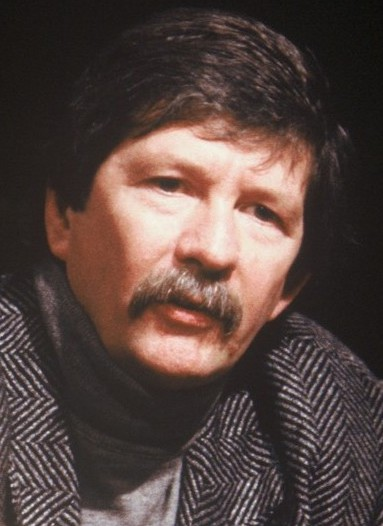
Jim Haynes

James „Jim“ Almand Haynes (* 10. November 1933 in Haynesville, Louisiana, Vereinigte Staaten; † 6. Januar 2021 in Paris, Frankreich) war eine Persönlichkeit der britischen Untergrund- und Gegenkultur-Szene der 1960er Jahre. Er war an der Gründung des Edinburghs Traverse Theatre, der Zeitung International Times und des Londoner Arts Lab in der Drury Lane für experimentelle Medienarbeit beteiligt.

## Leben und Karriere

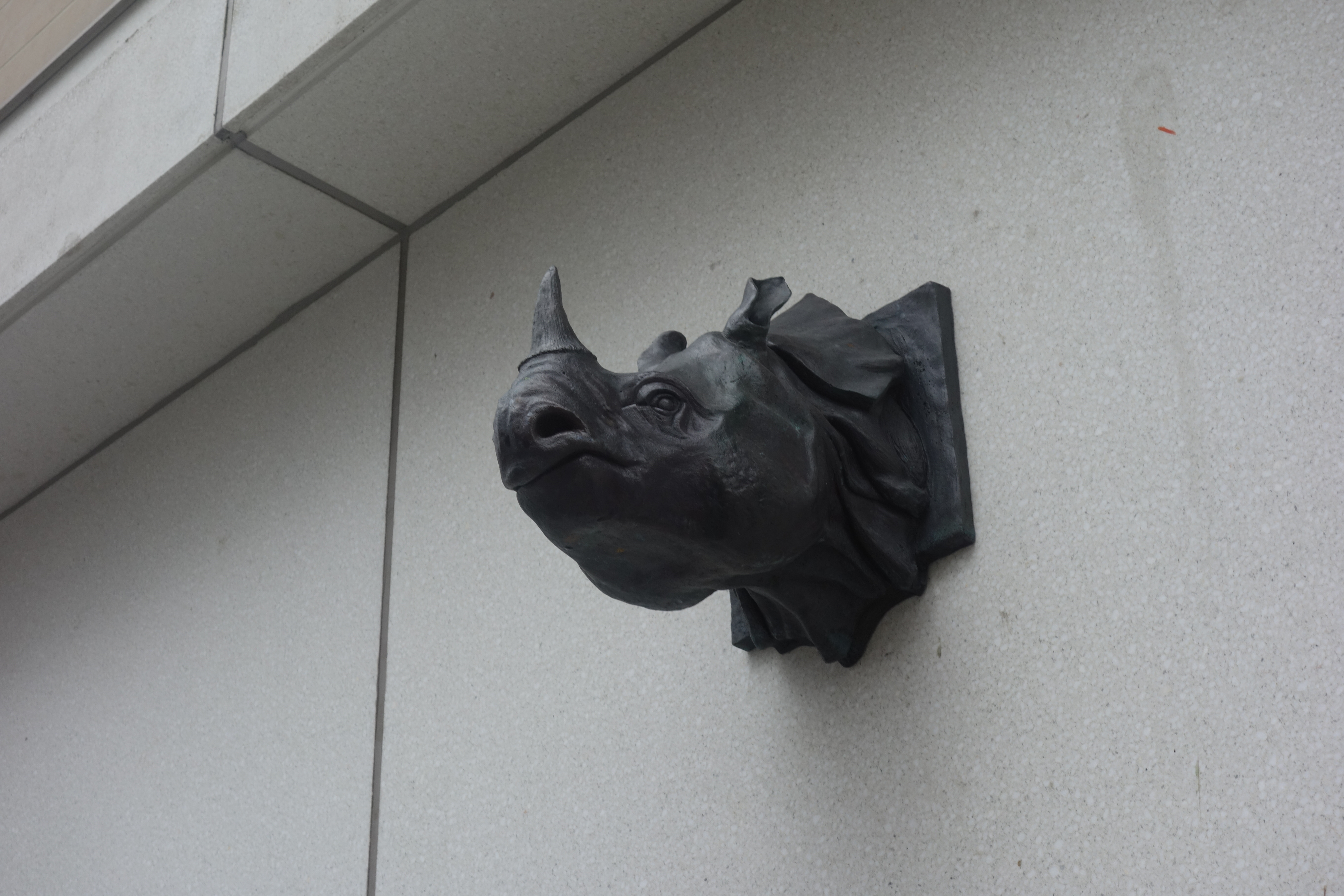
Edinburgh rhinoceros

Haynes wurde in den Vereinigten Staaten in Haynesville, Claiborne Parish, im äußersten Norden Louisianas, im Haus seiner Großmutter geboren. Er verbrachte mehrere Jahre in Venezuela, da sein Vater dort eine Anstellung hatte. Zu seinen frühkindlichen literarischen Einflüssen gehörten  Langston Hughes, Henry Miller und Dorothy Parker. Internationale Kontakte seiner Familie prägten seinen bohemischen Lebensstil mit offenen Türen, universellen Freundschaften und kreativen Ideen.
1956 diente Haynes beim US-Militär und war bei einer Einheit in  Kirknewton, West Lothian, Schottland, stationiert. 1957 erhielt er die Erlaubnis an der Edinburgh University Kurse zu belegen und besuchte das Edinburgh International Festival. 1959 verließ er das US-Militär vorzeitig und beschloss, nach Ende seines Dienstes in Schottland zu bleiben.
Er besuchte die Universität Edinburgh und war neben anderen schriftstellerischen und musikalischen Aktivitäten an der Gründung des Traverse Theatre und des Edinburgh Festival Fringe beteiligt. Er eröffnete 1959 den Paperback Bookshop am George Square und nannte ihn „Großbritanniens erste reine Taschenbuchbuchhandlung“. Die Buchhandlung war eine der ersten im Vereinigten Königreich, die Lady Chatterley's Lover führte.
Im Jahr 1962 gründete Haynes zusammen mit John Calder und Sonia Orwell die Edinburgh Writer’s Conference. 1963 veranstalteten Haynes und Calder zusammen mit Kenneth Tynan eine internationale Theaterkonferenz, die in einem Skandal endete, da eine nackte junge Frau in ein Happening verwickelt war.

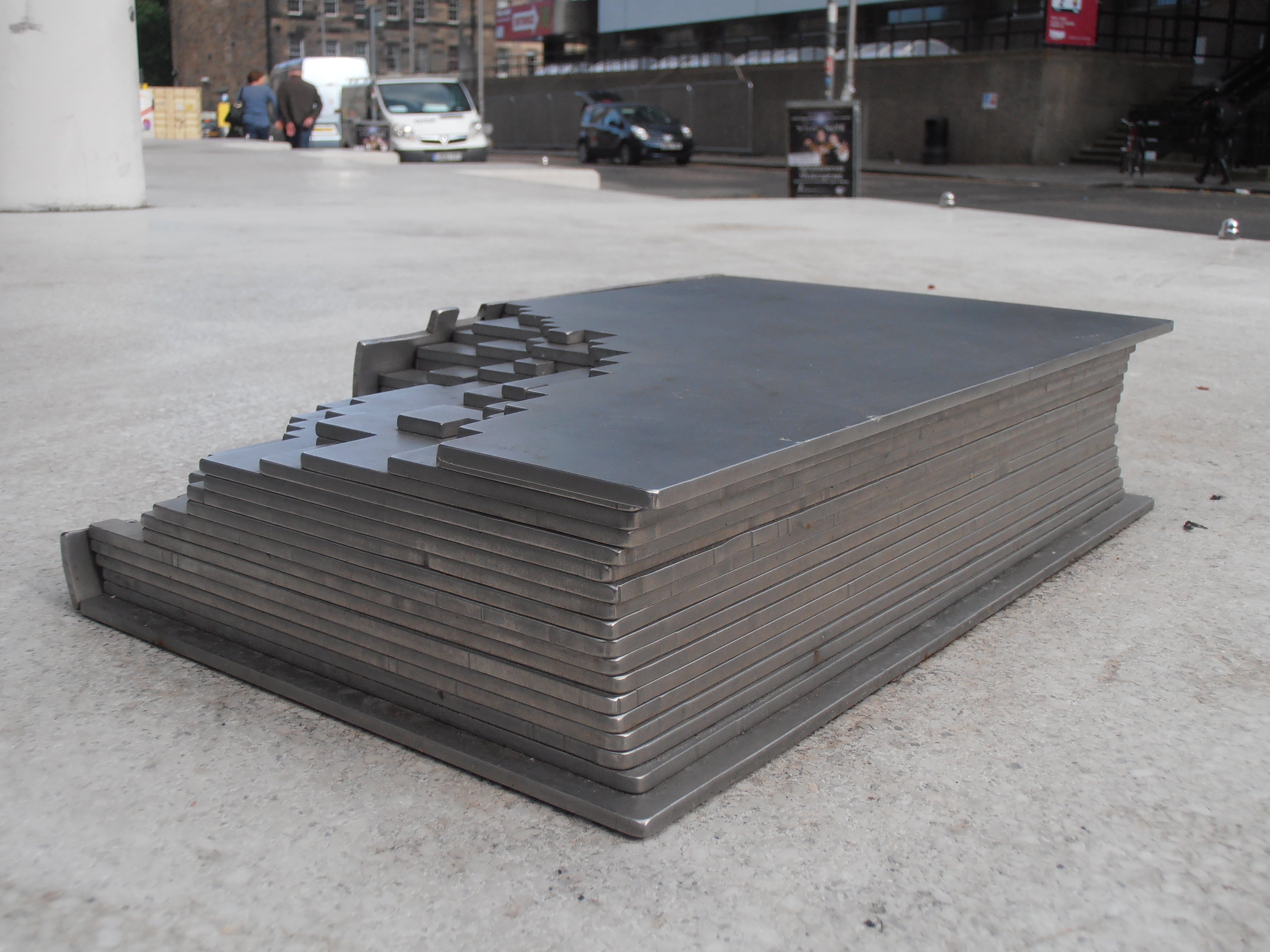
The Haynes Nano-stage (Skulptur von David Forsyth, Jim Haynes gewidmet)

1966 zog Haynes mitten in den Swinging Sixties nach London um. Er engagierte sich stark in der Underground-Kulturszene und gründete zusammen mit Barry Miles, John Hopkins und anderen die alternative Zeitung International Times, bekannt als "I.T.".
Im September 1967 war Haynes Mitbegründer des Drury Lane Arts Labs für gemischte, experimentelle Medien, das Ende 1969 geschlossen wurde. Im selben Jahr brachte er gemeinsam mit William Levy, Germaine Greer und Heathcote Williams das Magazin SUCK in Amsterdam heraus, um für sexuelle Freiheit zu werben; die Erstausgabe wurde noch vor dem Erscheinen im Vereinigten Königreich verboten, dennoch dort illegal vertrieben. Die erste Ausgabe enthielt ein langes und hemmungslos beschreibendes erotisches Gedicht, das W. H. Auden zugeschrieben wurde, und ein explizites Foto von Germaine Greer, das er gegen ihren Willen verwendete. 1968 gründete er zusammen mit Jack Henry Moore in London die Zeitschrift Videoheads.
1969 zog Haynes nach Paris, wo er 30 Jahre lang an der Universität Paris Medienwissenschaft und Sexualpolitik lehrte. Er veröffentlichte einen unregelmäßigen Newsletter über sein Leben und seine Zeit. Außerdem schrieb er autobiografische Memoiren mit dem Titel „Thanks for Coming“, die er auch auf seiner Website veröffentlichte.
Im Jahr 1970 gründete und leitete er das Untergrund Wet Dream Film Festival in Amsterdam, das er auch im Folgejahr durchführte.

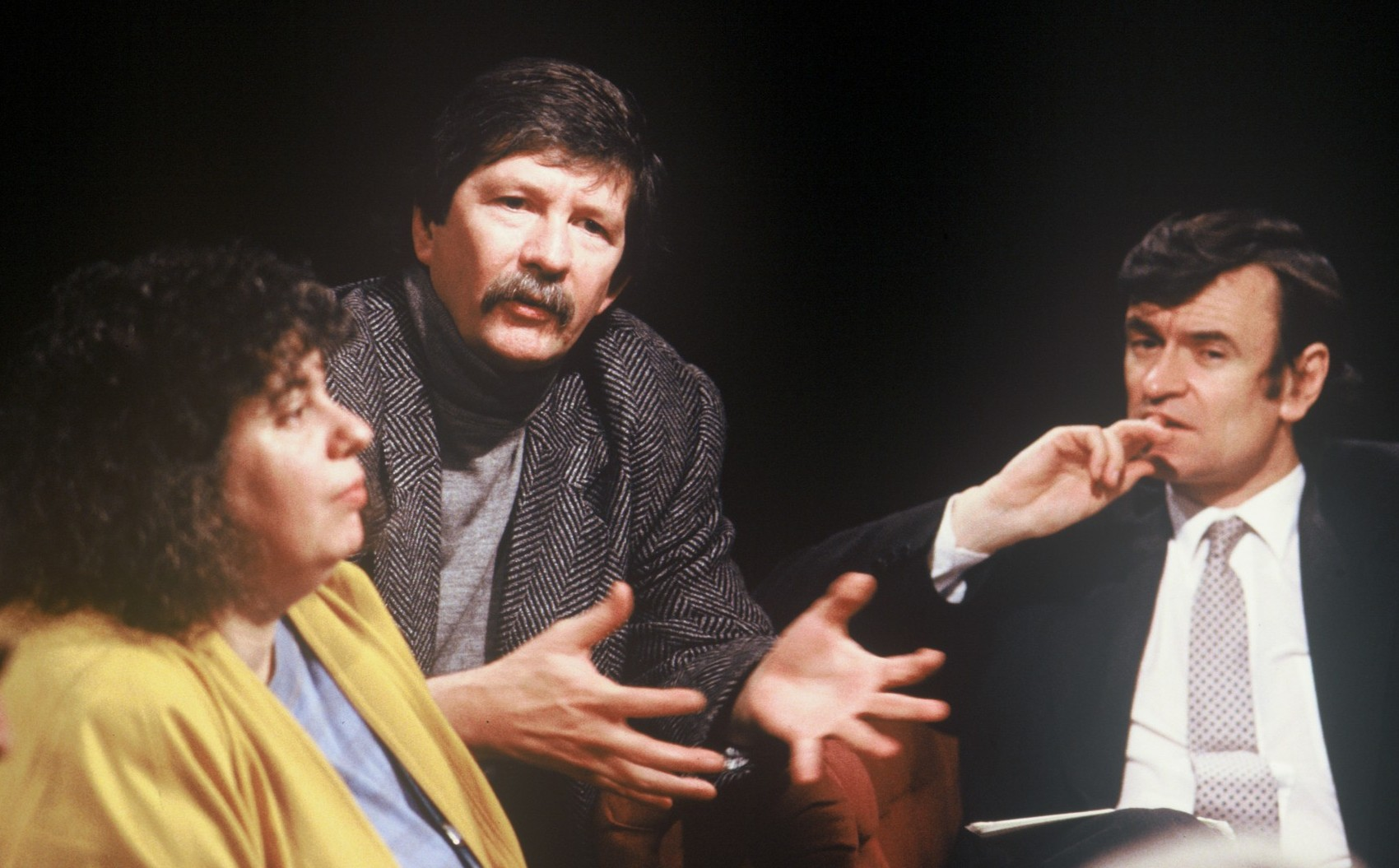
Auftritt (Mitte) im TV Diskussionsprogramm After Dark 1988, mit Andrea Dworkin und Gastgeber Anthony Clare

In Paris veranstaltete Haynes ab 1978 wöchentlich eine Dinnerparty im offenen Haus. Im Laufe seines Lebens hat er schätzungsweise 130.000 bis 150.000 Menschen zu diesen Sonntagsessen eingeladen. Zu Weihnachten 2009 wurden Haynes und seine Open-House-Partys in einer britischen Fernsehwerbung für After Eight gezeigt.
Haynes erlitt im August 2011 auf dem Weg von Paris zum Edinburgh Festival einen Herzinfarkt, erholte sich aber wieder.
2017 wurde Haynes die Ehrendoktorwürde der Edinburgh Napier University verliehen.
Haynes starb am 6. Januar 2021 in Paris im Schlaf.

## Populärkultur
Der Dokumentarfilm Echoes of the Underground: A Footsoldier's Tales von Lee Harris enthält Aufnahmen von Haynes, Brian Barritt, Henk Targowski und Youth. Die Musik für den Film wurde von The Moonlight Convention geschrieben und aufgeführt. Sie stammt aus seinem gleichnamigen Buch.

## Bibliografie
- Hello, I Love You! Voices from within the Sexual Revolution, First published in 1974 by Jim Haynes under various imprints, Jean Lafitte Editions, Almonde Editions, Handshake Editions, edited by Jeanne Pasle Green and Jim Haynes. Translated and published in French, German and Italian. A semi-pirate edition published by Times Change Press in California in 1977. Traverse Plays, Penguin Books, London, 1966. Edited by Jim Haynes.
- Workers of the World, Unite and Stop Working! A Reply to Marxism, First published in a bi-lingual English/French edition by Dandelion Editions, Paris, in 1978. Later published in a German-language edition and a bi-lingual English/Russian edition in St. Petersburg. A new edition published by Glas, Moscow in English in 2002.
- Everything Is! Soft Manifestos for Our Time, Published by Handshake Editions in Paris in 1980. Later published in German-language edition by Volksverlag in 1981. Translated into French and published in a small edition by Handshake Editions in 1981. Also Glas Publications in Moscow brings out a new edition in English in 2002.
- More Romance, Less Romanticism, Edited by Jim Haynes, Published in an extremely limited edition by Handshake Editions in Paris in 1982.
- Thanks for Coming!, A Participatory Autobiography, published by Faber and Faber in 1984.[23][17]
- Round the World in 33 Days, edited by Jim Haynes, published by Glas, Moscow in 2002, in English.
- Homage to Henry, a homage to Henry Miller, A collection of essays about Henry Miller edited by Jim Haynes and published by Handshake Editions, Paris in 1980. Re-printed in 1982. New edition in 2005.
- THANKS FOR COMING! ENCORE! a memoir, Polwarth Publishing, London, 2014.
- World Citizen in Paris published 2016.